# 特雷斯科岛
特雷斯科岛（英語：Tresco）是英国西南部锡利群岛中第二大岛屿，西临布赖尔岛，长2.5英里（4.0），宽1英里（1.6），面积2.97平方（1.15平方英里）。2001年人口180人。该岛为私人领地，岛南部有一个种植亚热带植物的花园。经济以旅游业为主。